# Noel Dorr
Noel Dorr (Limerick, 1 de noviembre de 1933) es un diplomático irlandés retirado. 

## Biografía
Asistió a St. Nathy's College en Ballaghaderreen y estudió en la Universidad Nacional de Irlanda y en la Universidad de Georgetown en Washington D. C.. Recibió una licenciatura en comercio y una maestría en artes.
En 1960, ingresó en el servicio diplomático del Departamento de Relaciones Exteriores irlandés. Durante su carrera diplomática, fue, entre otros, desde 1960 hasta 1962 tercer secretario de la embajada de Irlanda en Bruselas, y entre 1962 y 1964, primer secretario de la embajada de Irlanda en Washington D. C.
Fue desde 1980 hasta 1983, representante permanente de Irlanda ante las Naciones Unidas en la ciudad de Nueva York. Durante este período, de 1981 a 1982, fue representante de Irlanda en el Consejo de Seguridad de las Naciones Unidas y de abril a mayo de 1981 fue presidente del Consejo de Seguridad. Durante la guerra de las Malvinas, presentó un proyecto de resolución que sería aprobado por unanimidad como la Resolución 505 del Consejo de Seguridad de las Naciones Unidas.
De 1983 a 1987, fue embajador de Irlanda en el Reino Unido. Luego se desempeñó como secretario general del Departamento de Relaciones Exteriores de Irlanda desde 1987 hasta jubilarse en 1995.
En dos ocasiones actuó como representante personal del ministro irlandés de relaciones exteriores tanto para las conferencias intergubernamentales que negociaron el Tratado de Ámsterdam (1997) y el Tratado de Niza (2000).
Fue elegido miembro de la Real Academia de Irlanda en 2008.
En enero de 2014, fue invitado ante la Comisión Mixta de Relaciones Exteriores y Comercio del Oireachtas (Parlamento) para participar en la discusión sobre su revisión de política exterior y relaciones exteriores.

## Publicaciones
- Sunningdale: the Search for Peace in Northern Ireland (2017).[9]
- A Small State at the Top Table (2011)[10]
- Ireland and the United Nations: Memories of the Early Years (2010).[11]